# Rallina canningi
Rallina canningi là một loài chim trong họ Rallidae.

## Phân loại và hệ thống
Lần đầu tiên loài này được miêu tả với tên gà nước Andaman bởi Blyth trong tạp chí Ibis năm 1863. Sau đó, Ripley và Ali giữ lại tên khoa học của Baker cho loài này, trong khi quay trở lại với cái tên thông thường của Blyth .

## Phân bố và môi trường sống
Môi trường sống tự nhiên của chúng là đầm lầy nằm trong rừng ẩm vùng đất thấp nhiệt đới hoặc cận nhiệt đới, rừng ẩm vùng đất thấp nhiệt đới hoặc cận nhiệt đới. Nó bị đe dọa do mất môi trường sống. Nó được biết đến từ các hòn đảo Bắc, Trung và Nam Andaman và có thể xảy ra trên các hòn đảo khác như Great Coco hoặc giữa đảo Coco. Trước đây, nó được phân loại là dữ liệu thiếu bởi IUCN, do thiếu thông tin đáng tin cậy về tình trạng của loài này. Các nghiên cứu sau đó cho thấy nó khá hiếm. Do đó, bây giờ nó được liệt kê ở tình trạng gần bị đe dọa trong năm 2008. BirdLife International ước tính dân số khoảng từ 10.000 đến 25.000 cá nhân.